# Експлуатаційний модуль
Модуль експлуатаційний (рос. модуль эксплуатационный; англ. production module; нім. Produktionsmodul m) — комплект устаткування для експлуатації свердловини. Термін стосується модуля, що містить устаткування, необхідне для відбирання нафти і газу зі свердловини, використовується також для позначення модулів, установлених на шельфовій експлуатаційній платформі.